# Taeniophyllum coiloglossum
Taeniophyllum coiloglossum är en orkidéart som beskrevs av Rudolf Schlechter. Taeniophyllum coiloglossum ingår i släktet Taeniophyllum och familjen orkidéer. Inga underarter finns listade i Catalogue of Life.